# Raleigh Challenger 1986
Il Raleigh Challenger 1986 è stato un torneo di tennis facente parte della categoria ATP Challenger Series nell'ambito dell'ATP Challenger Series 1986. Il torneo si è giocato a Raleigh (Carolina del Nord) negli Stati Uniti dal 4 al 10 agosto 1986 su campi in terra verde.

## Vincitori

### Singolare
Jimmy Brown ha battuto in finale  Mel Purcell con il punteggio di 7–6, 6–3

### Doppio
Rick Leach /  Jim Pugh hanno battuto in finale  Mark Basham /  Ron Erskine con il punteggio di 6–4, 6–3